# Saski Baskonia 2004-2005
Questa voce raccoglie le informazioni riguardanti il Saski Baskonia nelle competizioni ufficiali della stagione 2004-2005.

## Stagione
La stagione 2004-2005 del Saski Baskonia è la 32ª nel massimo campionato spagnolo di pallacanestro, la Liga ACB.

## Roster
Aggiornato al 14 luglio 2018.
| Tau Ceramica Vitoria-Gasteiz 2004-05 | Tau Ceramica Vitoria-Gasteiz 2004-05 |
| Giocatori                            | Staff tecnico                        |
| ------------------------------------ | ------------------------------------ |

| N. | Naz.                                     | Ruolo | Nome                | Anno | Alt.   | Peso   |  |
| -- | ---------------------------------------- | ----- | ------------------- | ---- | ------ | ------ |  |
| 4  | Argentina (bandiera) · Spagna (bandiera) | AG    | Luis Scola (C)      | 1980 | 206 cm | 109 kg |  |
| 5  | Argentina (bandiera) · Italia (bandiera) | P     | Pablo Prigioni      | 1977 | 190 cm | 84 kg  |  |
| 6  | Stati Uniti (bandiera)                   | G     | Travis Hansen       | 1978 | 198 cm | 90 kg  |  |
| 7  | Lituania (bandiera)                      | G     | Arvydas Macijauskas | 1980 | 193 cm | 94 kg  |  |
| 8  | Spagna (bandiera)                        | P     | José Calderón       | 1980 | 190 cm | 88 kg  |  |
| 9  | Spagna (bandiera)                        | GA    | Sergi Vidal         | 1981 | 199 cm | 89 kg  |  |
| 11 | Messico (bandiera)                       | P     | Omar Quintero       | 1981 | 182 cm | 82 kg  |  |
| 12 | Stati Uniti (bandiera)                   | G     | Drew Nicholas       | 1981 | 191 cm | 80 kg  |  |
| 13 | Stati Uniti (bandiera)                   | AP    | Robert Conley       | 1977 | 199 cm | 96 kg  |  |
| 18 | Ungheria (bandiera)                      | AC    | Kornél Dávid        | 1971 | 207 cm | 106 kg |  |
| 20 | Spagna (bandiera)                        | P     | Jon Santamaría      | 1982 | 195 cm |        |  |
| 21 | Brasile (bandiera) · Spagna (bandiera)   | C     | Tiago Splitter      | 1985 | 211 cm | 106 kg |  |
| 22 | Argentina (bandiera) · Italia (bandiera) | A     | Roberto Gabini      | 1975 | 198 cm | 98 kg  |  |
| 51 | Inghilterra (bandiera)                   | C     | Andrew Betts        | 1977 | 217 cm | 110 kg |  |
| -  | Spagna (bandiera)                        | C     | Asier Arzallus      | 1983 | 202 cm |        |  |

| Allenatore                                                           |
| - Duško Ivanović                                                     |
| Assistente/i                                                         |
| - Natxo Lezkano Legenda - (C) Capitano - (IN) Inattivo - Infortunato |

## Mercato

### Sessione estiva
| Acquisti | Acquisti      | Acquisti      | Acquisti   | Acquisti |
| R.a      | Nome          | da            | Modalità   |          |
| -------- | ------------- | ------------- | ---------- | -------- |
| G        | Travis Hansen | Atlanta Hawks | definitivo |          |

| Cessioni | Cessioni         | Cessioni         | Cessioni       | Cessioni |
| R.       | Nome             | a                | Modalità       |          |
| -------- | ---------------- | ---------------- | -------------- | -------- |
| G        | Marco Carraretto | Breogán          | fine contratto |          |
| C        | Brandon Kurtz    | Türk Telekom     | fine contratto |          |
| AP       | Andrés Nocioni   | Chicago Bulls    | fine contratto |          |
| G        | Javier Buesa     |                  | fine contratto |          |
| A        | Stefan Ivanović  | Fribourg Olympic | fine contratto |          |

### Dopo l'inizio della stagione
| Acquisti | Acquisti       | Acquisti       | Acquisti          | Acquisti   |
| R.       | Nome           | da             | Data              | Modalità   |
| -------- | -------------- | -------------- | ----------------- | ---------- |
| P        | Omar Quintero  | Fuerza Regia   | 26 settembre 2004 | definitivo |
| P        | Jon Santamaría | Adoz Atletiko  | 1 ottobre 2004    | definitivo |
| AP       | Robert Conley  | Girona         | 12 novembre 2004  | definitivo |
| G        | Drew Nicholas  | Basket Livorno | 11 maggio 2005    | definitivo |

| Cessioni | Cessioni       | Cessioni   | Cessioni         | Cessioni       |
| R.       | Nome           | a          | Data             | Modalità       |
| -------- | -------------- | ---------- | ---------------- | -------------- |
| P        | Jon Santamaría | Cantabria  | 16 ottobre 2004  | fine contratto |
| P        | Omar Quintero  | Free agent | 26 novembre 2004 | fine contratto |
| AP       | Robert Conley  | Free agent | 10 maggio 2005   | rescissione    |